# Parc du Pont de Flandre

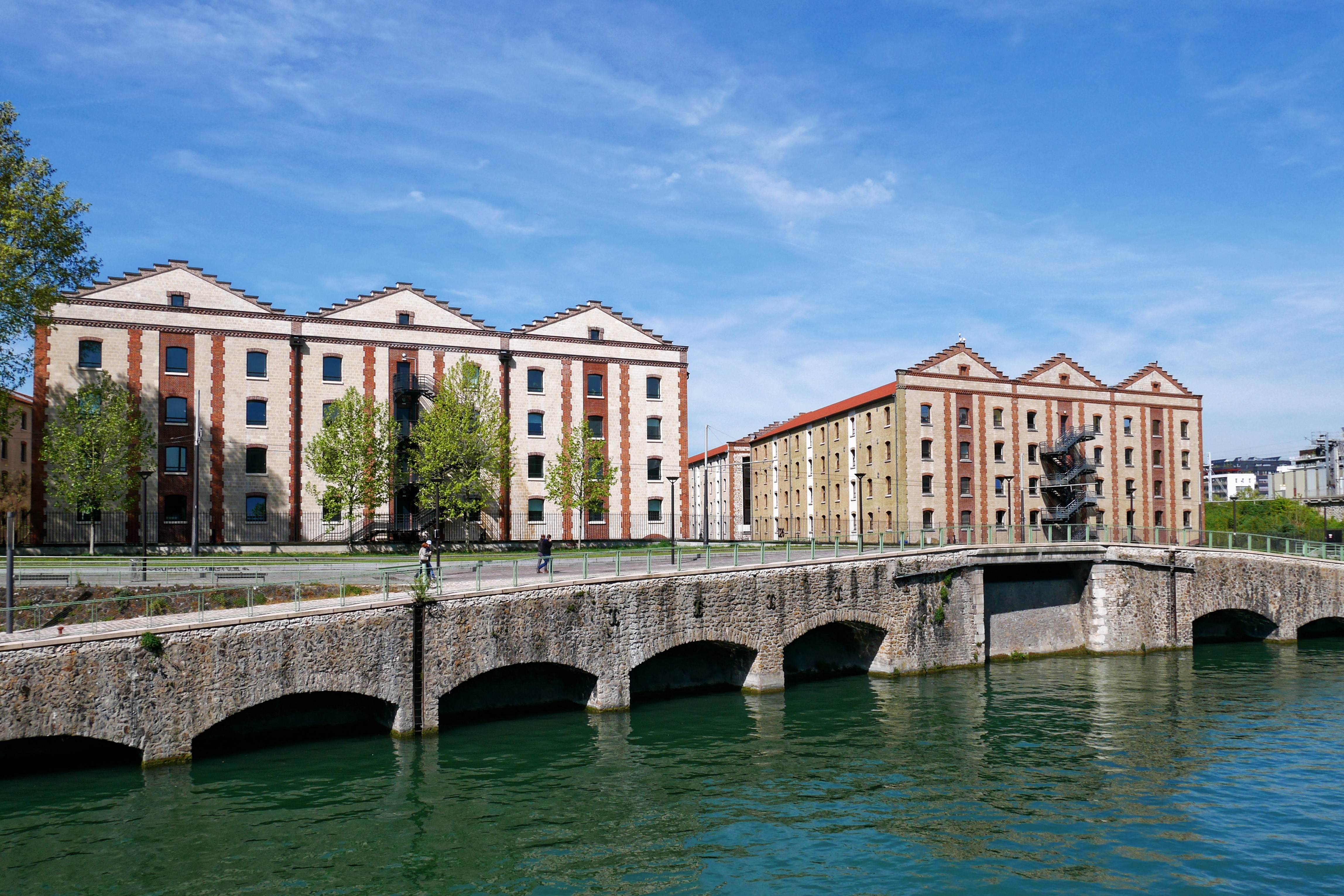
Le parc du Pont de Flandre vu du quai de la Gironde

Le parc du Pont de Flandre ou espace Pont de Flandre, situé 11, rue de Cambrai dans le quartier du Pont-de-Flandre du 19e arrondissement de Paris, est un parc d’activités tertiaires aménagé en 2000-2001 dans d’anciens entrepôts des magasins généraux de Paris.

## Situation
Le parc s’étend sur cinq hectares entre la rue de Cambrai et l’ancienne ligne de Petite Ceinture au sud, les voies ferrées de la ligne de Paris-Est à Strasbourg au nord et le quai de la Gironde au bord du canal Saint-Denis à l’est, de part et d’autre d’un bassin constitué d'une partie de l'ancienne darse reliée à ce canal.
Il est desservi par la ligne de métro   à la station Corentin Cariou , ainsi que par le tramway   .

## Historique
L’entreprise des Entrepôts du Marais, fondée en 1833 et dont la première implantation rue des Marais à l’emplacement de l’actuelle place Jacques-Bonsergent fut inaugurée par le roi Louis-Philippe,  fit creuser en 1844 un bassin sur le canal Saint-Denis à la Villette pour y installer des premiers entrepôts.
L’entrepreneur parisien  Georges Tom Hainguerlot fit construire à cet emplacement en 1854 et en 1858 de part et d’autre de la darse sous la direction de l’ingénieur Émile Vuigner quatre entrepôts en  briques et meulière comprenant au rez-de-chaussée des baies en plein cintre pour le chargement et la manutention des produits. 
Ces entrepôts entrèrent, avec d’autres installations similaires à Pantin, Aubervilliers, Saint-Denis et au bord du bassin de la Villette, dans le patrimoine de la compagnie des entrepôts des magasins généraux de Paris (EMGP), fondée le 22 août 1860 par Émile Pereire.Ces premiers entrepôts, complétés au cours des années suivantes par des bâtiments en pierre de taille et chaînages en brique, servaient au stockage de denrées alimentaires non périssables, sucre et farine et alcool jusque dans les années 1960. Les entrepôts s'étendaient en 1889 sur plus de six hectares et comportaient 100 000 m2  de planchers pouvant recevoir jusqu'à deux millions de sacs de sucre ou 200 000 quintaux de grains, graines ou farines. L'ensemble possédait un raccordement ferroviaire par la petite ceinture. 
Après le déclin puis la disparition de l'activité d'entrepôt, la société loua les locaux à des entreprises.

## La transformation en parc tertiaire
La compagnie EMGP se transforme ensuite en société immobilière spécialisée dans l’immobilier d’entreprise. Devenus propriété du groupe Icade, les anciens magasins généraux sont réhabilités en 2000-2001. Derrière les façades préservées, les espaces intérieurs sont aménagés en bureaux. Le bassin entre les deux bâtiments principaux a été aménagé à partir de l'ancienne darse plus large qui atteignait les murs des docks facilitant la manutention.
De nouveaux immeubles sont construits par les architectes Chaix et Morel. L’ensemble, comprenant 13 bâtiments sur cinq hectares, est l’unique parc tertiaire de Paris. Le Tribunal de grande instance de Paris, l’École d'architecture de La Villette, des services de la Poste et de l’URSAFF y sont installés ainsi que  les sièges sociaux de sociétés telles que le Club Méditerranée, Club Internet, OGF, Pierre et Vacances, d’entreprises de la mode et de l’audiovisuel. Sur 100 000 m2, le parc rassemble 4 000 emplois.

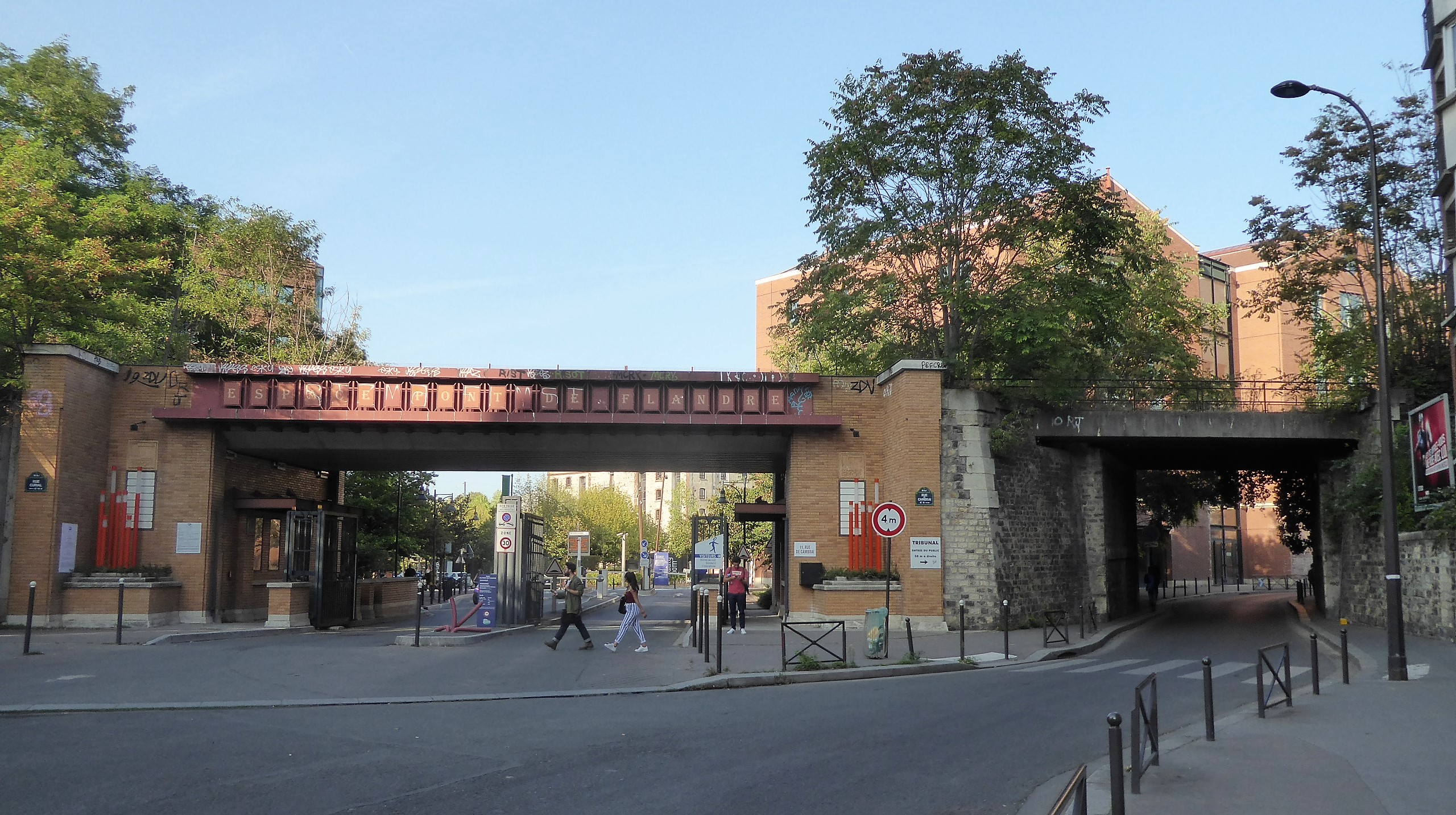
Entrée du parc d'activités, sous la Ligne de Petite Ceinture
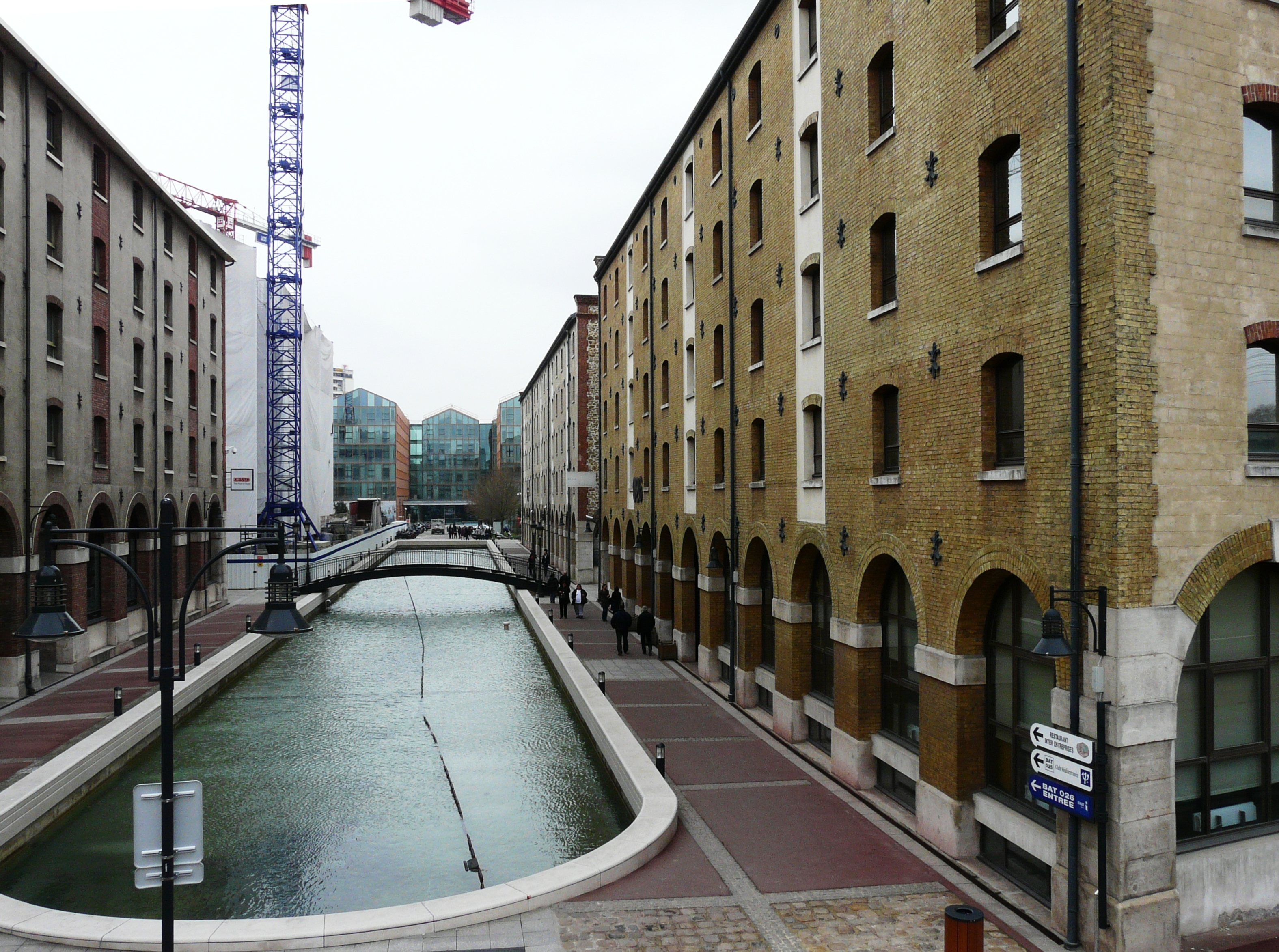
La darse centrale en 2011
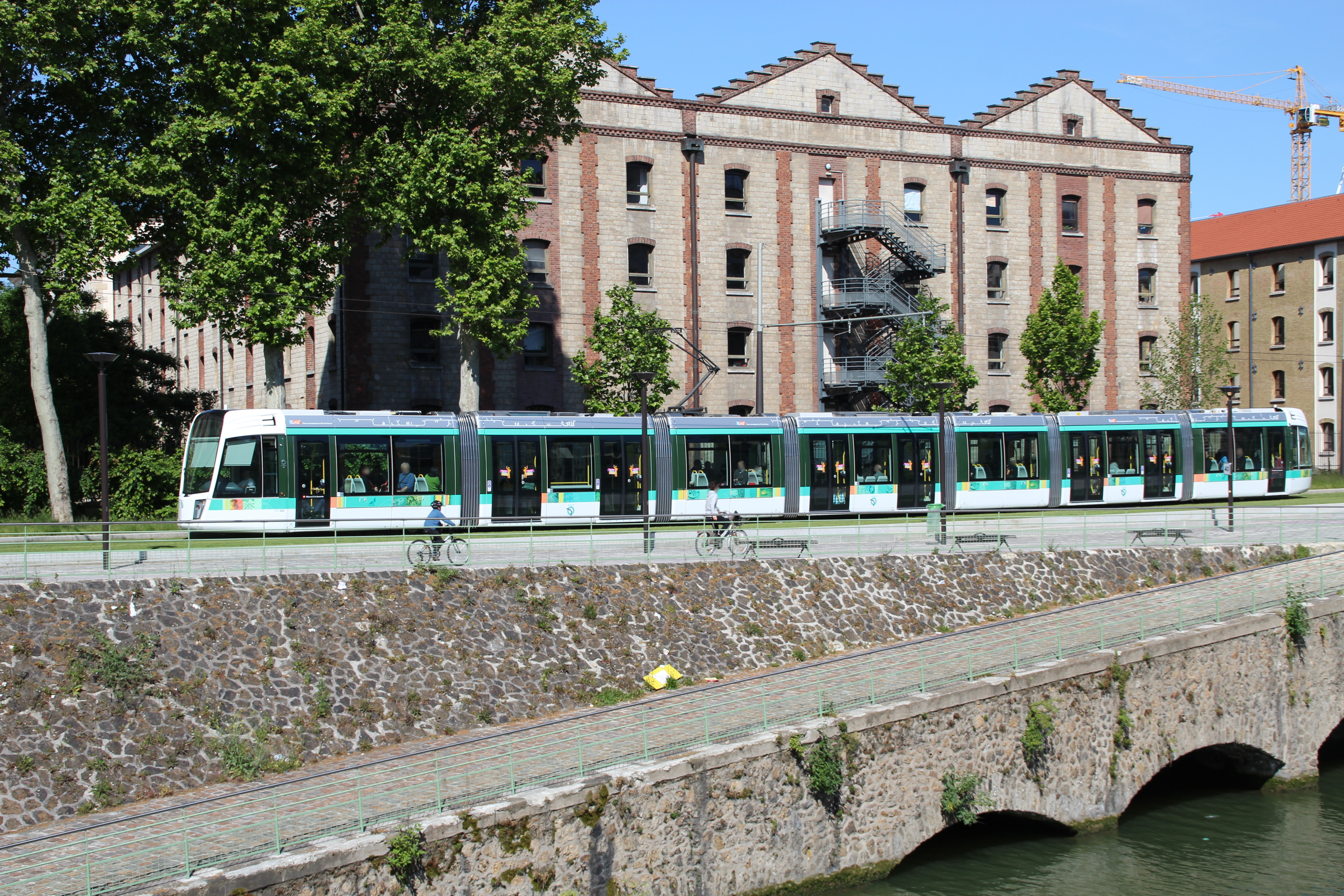
Ligne 3b du tramway, devant le parc d'activités